# Назлуханян Віктор Арамаїсович
Віктор Арамаїсович Назлуханян (22 квітня 1947, село Ніколо-Львовське, тепер Уссурійського міського округу Приморського краю, Російська Федерація) — радянський діяч, слюсар-інструментальник Кіроваканського виробничого об'єднання «Автогенмаш» Міжвідомчого державного об'єднання «Кріогентехніка» Вірменської РСР. Член ЦК КПРС у 1990—1991 роках.

## Життєпис
У 1964—1966 роках — слюсар Кіроваканського машинобудівного заводу Вірменської РСР.
У 1965 році закінчив Кіроваканську середню школу.
З 1966 по 1969 рік служив у Радянській армії.
Член КПРС з 1969 року.
У 1969—1971 роках — слюсар Кіроваканського заводу «Автогенмаш» Вірменської РСР.
З 1971 року — слюсар-інструментальник Кіроваканського виробничого об'єднання «Автогенмаш» Міжвідомчого державного об'єднання «Кріогентехніка» Вірменської РСР.
Подальша доля невідома.